# Saint-Juéry, Tarn
Saint-Juéry là một xã thuộc tỉnh Tarn trong vùng Occitanie in miền nam nước Pháp. Xã này nằm ở khu vực có độ cao trung bình 174 mét trên mực nước biển.